# Hart aber herzlich
Hart aber herzlich ist eine US-amerikanische Fernsehserie, die von 1979 bis 1984 vom Sender ABC ausgestrahlt wurde. Die Serie umfasst einen Pilotfilm sowie 110 Folgen von etwa 47 Minuten Länge in fünf Staffeln. Zwischen 1993 und 1996 entstanden außerdem acht „Reunion“-Fernsehfilme. Einzig der Pilotfilm wurde im deutschen Fernsehen nicht ausgestrahlt.

## Handlung
Jonathan Hart – von Butler Max im Vorspann der Serie beschrieben – ist ein „Selfmade-Millionär“, der zusammen mit seiner Frau Jennifer ein Leben im Luxus führt, in seiner Villa in Los Angeles oder an den schönsten Orten der Welt. Das Geld verdient Jonathan Hart durch seine Firma „Jonathan Hart Industries“ – einen Firmenkomplex aus verschiedenen Wirtschaftszweigen (was den Drehbuchautoren die unterschiedlichsten Umgebungen lieferte). Jennifer Hart ist eine freie Journalistin, die hin und wieder Artikel schreibt. Das kinderlose Ehepaar gerät immer wieder unfreiwillig in Kriminalfälle, die es gemeinsam löst. Dabei werden sie von Max und ihrem geliebten Hund Friedwart (ein Löwchen, der in der Originalfassung „Freeway“ heißt) unterstützt. Die Episoden waren stets eine Kombination aus den zu lösenden Kriminalfällen und der Darstellung der Liebe der beiden Hauptfiguren zueinander.

## Produktionen

### Serie
Die 1. Staffel wurde mit einem 90-Minuten-Pilotfilm eingeleitet und lief dann in den Jahren  1979 und 1980 mit 22 Episoden. Es folgten die 20 Folgen der 2. Staffel in den Jahren  1980 und  1981, 24 Episoden der 3. Staffel in den Jahren 1981 und 1982 und 22 Episoden der 4. Staffel in den Jahren  1982 und 1983. Die 5. Staffel mit den letzten 22 Folgen wurde schließlich in den Jahren 1983 und 1984 gezeigt.

### „Reunion“-Fernsehfilme
- 1993 – Die Rückkehr (Hart to Hart Returns)
- 1993 – Tod einer Freundin (Home is Where the Hart is)
- 1993 – Dem Täter auf der Spur (Crimes of the Hart)
- 1994 – Alte Freunde sterben nie (Old Friends Never Die)
- 1994 – Geheimnisse des Herzens (Secrets of the Hart)
- 1995 – Max’ Vermächtnis (Two Harts in 3⁄4 Time)
- 1995 – Jonathan unter Mordverdacht (Harts in High Season)
- 1996 – Operation Jennifer (Till Death Do Us Hart)

### DVD
Staffel 1 und 2 sind auf DVD erschienen. Staffel 1 enthält den unsynchronisierten Pilotfilm mit optionalen Untertiteln. Weitere Veröffentlichungen sind noch nicht erfolgt. In den USA ist die dritte Staffel im Dezember 2014, die vierte Staffel im Februar 2015 sowie die fünfte Staffel im Juni 2015 veröffentlicht worden.

### Fernsehausstrahlung
In Deutschland erfolgte die Erstausstrahlung von 90 Folgen der Serie von Oktober 1983 bis September 1985 im regionalen Vorabendprogramm im Ersten. Der wöchentliche Ausstrahlungstag variierte bei den einzelnen ARD-Anstalten. Beim Westdeutschen Rundfunk lief die Serie beispielsweise am Donnerstag, im Sendegebiet des NDR am Mittwoch. Das Erste wiederholte die Serie später noch einmal bis zum Jahr 1990.
Ab Juni 1990 wiederholte ProSieben die Serie bis ins Jahr 1996 und zeigte 20 neue Folgen. Sat.1 strahlte die Serie kurzzeitig im Jahr 1996 aus und übergab sie an Kabel 1, wo die Serie von November 1997 bis Januar 2005 gesendet wurde. Eine weitere Wiederholung erfolgte bei Das Vierte in den Jahren 2007 bis 2009. Auch der inzwischen eingestellte Call-in-Glücksspielsender 9Live hatte die Serie kurz in seinem Programm. Von Oktober 2011 bis April 2017 übernahm die Ausstrahlung ZDFneo. Danach lief die Serie von September 2017 bis März 2021 bei One. Seit dem September 2021 ist sie im Sendeprogramm bei Sat.1 Gold.
Im Bezahlfernsehen zeigte auch Premiere die Fernsehserie mehrmals zwischen den Jahren 2001 und 2006.
Die Reunion-Filme wurden erstmals im Jahr 1995 auf RTL ausgestrahlt und beim Sender Das Vierte zusammen mit der Serie wiederholt. Die letzten Filme dieser Reihe hatten im Jahr 1998 bei ProSieben ihre Erstausstrahlung.

## Besetzung
| Rolle                        | Schauspieler    | Synchronsprecher                               |
| ---------------------------- | --------------- | ---------------------------------------------- |
| Jonathan Hart                | Robert Wagner   | Joachim Kerzel                                 |
| Jennifer Hart (geb. Edwards) | Stefanie Powers | Joseline Gassen                                |
| Max                          | Lionel Stander  | Arnold Marquis (Serie) Jochen Schröder (Filme) |

## Auszeichnungen (Auswahl)
Die Serie wurde mehrfach für den Emmy und den Golden Globe nominiert. 1983 wurde Lionel Stander als Bester Nebendarsteller mit dem Golden Globe ausgezeichnet.

## Sonstiges
- Im Vorspann sagt Max den folgenden Text: „Das ist mein Boss, Jonathan Hart. Ein Selfmade-Millionär, der hat Nerven. Das ist Mrs. Hart, eine traumhafte Frau, einfach toll! Übrigens, ich heiße Max. Ich kümmere mich um die beiden, und das ist gar nicht so einfach, denn ihr Hobby ist mörderisch.“ Im Hintergrund beginnt dabei die Titelmelodie.
- Die Titelmelodie variiert von Staffel zu Staffel leicht. So ist z. B. in Staffel 4 das Klavier lauter zu hören. Außerdem wurde für die 20 nachsynchronisierten Folgen, die sich über alle fünf Staffeln verteilen, der von Max gesprochene Text im Vorspann neu aufgenommen.
- In der Originalfassung wurde der Hund Freeway genannt, da er an einem Freeway gefunden wurde. In der deutschen Synchronfassung ist Friedwart (ein altgermanisch klingender Name) den Harts in Bayreuth (dem Ort der Richard-Wagner-Festspiele) zugelaufen.
- Arnold Marquis, die Synchronstimme von Max, starb beinahe drei Jahre vor den Dreharbeiten zum ersten Reunion-Film Hart aber herzlich – Die Rückkehr.
- Zum Zeitpunkt des Beginns der Dreharbeiten der  Reunion-Fernsehfilme war Friedwart bereits verstorben. Deshalb nahm man einen ähnlich aussehenden Hund, der dessen Sohn darstellte. Der Name dieses Hundes ist ebenfalls „Friedwart“ bzw. „Friedwart Junior“.
- Max lernte Jonathan kennen, als dieser als Teenager Zeitungen auf der Straße verkaufte. Max entschied sich kurz darauf, Jonathan, der im Waisenhaus lebte, zu adoptieren und bei sich aufzunehmen. Später kaufte er Jonathan einen alten Ford und schickte Jonathan zum College.
- Für die Rolle des Jonathan Hart war eigentlich Cary Grant vorgesehen, der zu Beginn der Dreharbeiten bereits 75 Jahre alt war.  Jedoch hatte sich Grant seit Jahren vom Filmgeschäft zurückgezogen. Schließlich entschieden sich die Produzenten für Robert Wagner, der vom Stil her einen ähnlichen Typ wie Grant in jungen Jahren bot. Bevor Stefanie Powers als Jennifer verpflichtet wurde, waren hierfür auch Suzanne Pleshette sowie Lindsay Wagner im Gespräch.
- Das an eine Ranch erinnernde Haus der Harts gehörte Dick Powell, einem guten Freund Wagners, sowie des Produzenten Aaron Spelling. Die Adresse lautet 3100 Mandeville Canyon Road, Los Angeles. Das echte Haus wurde im August 2014 für 14,6 Millionen US-Dollar bei einer Auktion versteigert.[2][3] Im Juni 2018 wurde es erneut zum Verkauf angeboten[4] und im Mai 2022 für 17 Millionen US-Dollar verkauft.[5][6] Das Anwesen wurde einer umfangreichen Renovierung im Wert von 1,5 Millionen US-Dollar unterzogen und dient seitdem als Location für diverse Veranstaltungen.[7]
- Die Autos, die Jonathan, Jennifer und Max fahren, sind:
  - silberner Bentley S3 Convertible (nur in Staffel 1)
  - dunkelgrüner Rolls-Royce Corniche Convertible (ab Staffel 2)
  - gelber Mercedes-Benz 450 SL (ersetzt durch einen gelben Mercedes-Benz 380 SL)
  - beigefarbener Mercedes-Benz 300 D (ersetzt durch einen beigefarbenen Mercedes-Benz 300 TD Turbodiesel)
  - schwarzer Aston Martin V8 Volante Cabrio (in der fünften Staffel)
  - roter Ferrari Dino 246 GTS (nur im Pilotfilm)
  - hellbrauner Jeep CJ-7
  - dunkelbrauner Ford Bronco

Diese Fahrzeuge tragen die Kennzeichen 1 HART, 2 HARTS und 3 HARTS bzw. HART1, HART2 und HART3. Der Aston Martin trägt das Kennzeichen MR HART. In der fünften Folge der fünften Staffel, die in England spielt, trägt das Fahrzeug das britische Kennzeichen JJH 2.

Gadget: Der gelbe Mercedes SL hat hinter dem Hupknopf in der Mitte des Lenkrades einen Revolver eingebaut. Wenn man den Hupknopf am unteren Rand drückt, schwenkt dieser nach oben und der Revolver wird an einer Haltestange ausgefahren. Jonathan Hart benutzt dieses Gadget einmal, als die Harts vor ihrer Haustüre in eine Schießerei verwickelt werden („Der Pelzjäger“, Staffel 3, Folge 4).
- Jennifer Harts Mädchenname ist Edwards. Ihr Vater, Steven Edwards, arbeitete für die CIA.